# ファイアスターター (SPYAIRの曲)
「ファイアスターター」は、SPYAIRの16枚目のシングル。2015年7月22日にSony Music Associated Recordsよりリリースされた。

## 概要
前作「ROCKIN' OUT」から約4か月ぶりの発売となる2015年2枚目のシングル。表題曲である「ファイアスターター」は、日本テレビとHuluの共同制作ドラマ『THE LAST COP/ラストコップ』の主題歌として起用されている。
表題曲にはフカツマサカズが手掛けたミュージック・ビデオが制作されており、檻の中の人々が徐々に活力を取り戻して檻を壊すというストーリーと、演奏するメンバーのシーンが交互に展開される演出となっている。
初回生産限定盤と通常盤の2形態でリリース。初回盤には、「ファイアスターター」のミュージック・ビデオとそのメイキング映像が収められたDVDのほか、SPYAIRのロゴタトゥーシールが封入される。

## 収録内容
| 全作詞: MOMIKEN、全編曲: UZ。 |                         |           |          |      |
| #                             | タイトル                | 作詞      | 作曲     | 時間 |
| 1.                            | 「ファイアスターター」  | MOMIKEN   | UZ       | 3:56 |
| 2.                            | 「JUST LIKE THIS 2015」 | MOMIKEN   | IKE & UZ | 4:22 |
| 合計時間:                     | 合計時間:               | 合計時間: | 8:18     |      |

| #  | タイトル                             | 作詞 | 作曲・編曲 |
| -- | ------------------------------------ | ---- | ---------- |
| 1. | 「ファイアスターター (Music Video)」 |      |            |
| 2. | 「Making of ファイアスターター」     |      |            |

## 楽曲解説
1. ファイアスターター
  - ドラマ『THE LAST COP/ラストコップ』主題歌

「生きにくい世の中で自分らしさを貫き通す」というメッセージが込められた曲[5]。
2. JUST LIKE THIS 2015
楽曲「JUST LIKE THIS」のリレコーディング。バンド結成から10周年、メジャーデビュー5周年の節目ということで収録されることになった[7]。
単独1万人野外ライブ『JUST LIKE THIS 2015』のハイライトシーンをダイジェストでつなげたミュージックビデオが製作され、4thアルバム『4』の初回生産限定盤Aの特典DVDに収録されている。

## 収録アルバム
1. ファイアスターター
  - 4thスタジオ・アルバム『4』
  - 2ndベスト・アルバム『BEST OF THE BEST』